# Complementgraaf

Graaf met complementgraaf

In de grafentheorie is de complementgraaf van een enkelvoudige graaf {\displaystyle G} een enkelvoudige graaf {\displaystyle H} met dezelfde knopen als {\displaystyle G}, waarin twee knopen door een zijde verbonden worden dan en slechts dan als die twee knopen in de oorspronkelijke graaf {\displaystyle G} niet door een zijde verbonden worden. De complementgraaf van een graaf {\displaystyle G} wordt vaak aangeduid met {\displaystyle {\overline {G}}}.
De complementgraaf {\displaystyle {\overline {G}}} van {\displaystyle G=(V(G),E(G))} met knopen {\displaystyle V(G)} en zijden {\displaystyle E(G)} is de graaf gegeven door het paar {\displaystyle (V({\overline {G}})}, {\displaystyle E({\overline {G}}))} waarvoor geldt:
{\displaystyle V({\overline {G}})=V(G)}
{\displaystyle E({\overline {G}})} = {\displaystyle \{\{v_{1},v_{2}\}\mid v_{1},v_{2}\in V(G)\wedge v_{1}\not =v_{2}\}\setminus E(G)}
De complementgraaf van een complementgraaf is de oorspronkelijke graaf. Een graaf die isomorf is met zijn complementgraaf noemt men zelf-complementair. De complementgraaf van een volledige graaf is een lege graaf, die alleen uit knopen bestaat en geen zijden heeft. Een clique in een graaf {\displaystyle G} induceert een onafhankelijke verzameling in de complementaire graaf {\displaystyle {\overline {G}}} ervan.